# Cremnomys
A Cremnomys az emlősök (Mammalia) osztályának a rágcsálók (Rodentia) rendjébe, ezen belül az egérfélék (Muridae) családjába tartozó nem.

## Rendszerezés
A nembe az alábbi 2 faj tartozik:
- Cremnomys cutchicus Wroughton, 1912 - típusfaj
- Cremnomys elvira Ellerman, 1946